# اولیور نوربرن
اولیور نوربرن (انگلیسی: Oliver Norburn؛ زادهٔ ۲۶ اکتبر ۱۹۹۲) بازیکن فوتبال اهل بریتانیا است.
از باشگاه‌هایی که در آن بازی کرده است می‌توان به باشگاه فوتبال مکلسفیلد تاون، باشگاه فوتبال پلیموث آرگیل، باشگاه فوتبال بریستول راورز، و باشگاه فوتبال لستر سیتی اشاره کرد.
وی همچنین در تیم ملی فوتبال گرنادا بازی کرده است.